# Jaskinia w Skałce Gumionek
Jaskinia w Skałce Gumionek (Jaskinia przy Cyrlowej Skałce) – jaskinia w polskich Pieninach. Wejście do niej znajduje się w Pieninach Czorsztyńskich, w południowej ścianie skały Gumionek, na wysokości 790 m n.p.m.n. Jaskinia jest pozioma, a jej długość wynosi 9 metrów. Znajduje się na obszarze Pienińskiego Parku Narodowego i jest niedostępna turystycznie.

## Opis jaskini
Jaskinię stanowi nieduża, podłużna sala, ze zwężeniem w środku, do której prowadzi duży otwór wejściowy. 

## Przyroda
W jaskini brak jest nacieków. Ściany są suche, rosną w nich paprocie. 

## Historia odkryć
Jaskinia była prawdopodobnie znana od dawna. Jej pierwszy plan i opis sporządził Kazimierz Kowalski w 1953 roku.